# Béla Kun

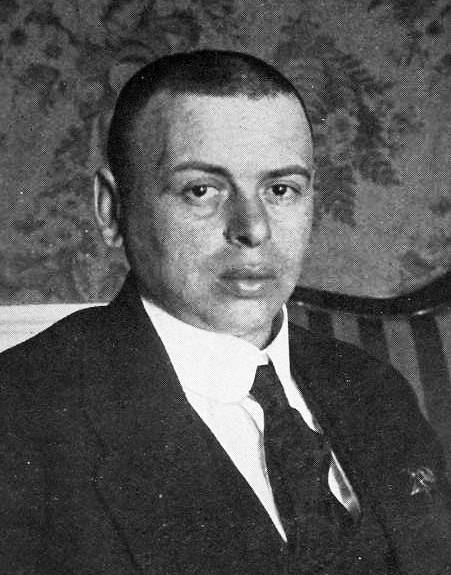
Béla Kun

Béla Kun (20 tháng 2 năm 1886 - 29 tháng 8 năm 1938), là một nhà cách mạng và chính trị gia Cộng sản Hungary, là lãnh đạo thực tế của Cộng hòa Liên Xô Hungary năm 1919. Sau cuộc cách mạng Hungary, Kun di cư đến Liên Xô Liên minh, nơi ông làm việc trong bộ máy Quốc tế Cộng sản với tư cách là người đứng đầu Ủy ban Cách mạng Crimean từ năm 1920.
Trong cuộc Đại thanh trừng cuối những năm 1930, Kun bị bắt, thẩm vấn, và bị hành quyết nhanh chóng. Ông được phục hồi danh dự vào năm 1956, sau cái chết của Joseph Stalin.